# فرانتيشيك شتيرتس
فرانتيشيك شتيرتس (27 يناير 1912 – 31 أكتوبر 1978) لاعب كرة قدم تشيكوسلوفاكي راحل كان يجيد اللعب في خط الهجوم. لعب طوال مسيرته الرياضية في أندية شلابانيتسه (1932) تشيدينيتسه (1932-1938) شلابانيتسه (1938). مثل منتخب تشيكوسلوفاكيا مباراتين (1934-1935). شارك مع منتخب تشيكوسلوفاكيا في بطولة كأس العالم 1934 في إيطاليا حيث احتل المركز الثاني.

## وصلات خارجية
- فرانتيشيك شتيرتس على موقع الاتحاد الدولي (مؤرشف)  (الإنجليزية)
- فرانتيشيك شتيرتس على موقع الاتحاد التشيكي (الإنجليزية)
- فرانتيشيك شتيرتس على موقع ناشيونال فوتبول تيمز (الإنجليزية)
- فرانتيشيك شتيرتس على موقع Soccerway.com (الإنجليزية)
- فرانتيشيك شتيرتس على موقع عالم كرة القدم.نت (الإنجليزية)
- سيرة ذاتية